# Arriving Somewhere but Not Here
Arriving Somewhere but Not Here is een nummer van de Britse progressieve-rockband Porcupine Tree uit 2005.
Het nummer is afkomstig van Deadwing, het achtste studioalbum van de band, het eerste album dat de Britse en Nederlandse album top 100 wist te halen. Met 12 minuten en 2 seconden is het het langste nummer op dit album. Net als een aantal andere nummers was dit nummer origineel bedacht als soundtrack bij een filmscript waar bandleider Steven Wilson aan werkte. Omdat Wilson geen financiering voor dit project wist te bemachtigen, werden de nummers opgenomen voor het volgende Porcupine Tree studioalbum. Wilson noemt het het meest ambitieuze nummer op het album. Adrian Belew van King Crimson verzorgt de achtergrondzang en een gitaarsolo op het nummer. 
In 2006 brengt de band een live-album uit waarvan de titel - Arriving Somewhere... - ontleend is aan dit nummer. Met 12:57 is het ook op dat album het langste nummer. Hoewel "Arriving Somewhere but Not Here" nooit op single is uitgebracht, is het in de loop der jaren uitgegroeid tot een van de favoriete nummers van fans van de band.

## NPO Radio 2 Top 2000
| Nummer met noteringen in de NPO Radio 2 Top 2000 | '23  | '24 |
| ------------------------------------------------ | ---- | --- |
| Arriving Somewhere but Not Here                  | 1478 | 799 |

1. ↑  Een vetgedrukt getal geeft de hoogste notering aan.
2. ↑  2023 was het eerste jaar met een notering voor dit nummer.